# Contimporanul

Coperta revistei la 22 iulie 1922

Contimporanul a fost o influentă revistă de avangardă literară, cu program constructivist (și ulterior general artistică), apărută la București în perioada interbelică. Redactorul șef al publicației a fost poetul Ion Vinea, secondat de Marcel Iancu.
Între 3 iulie 1922 și 7 iulie 1923 a avut o apariție săptămânală, apoi, între aprilie 1924 și ianuarie 1932, a avut o apariție lunară. Au apărut în total 102 de numere..
Contimporanul reprezintă prima și cea mai semnificativă publicație a avangardei românești, cu un program estetic bine conturat. În primii ani, revista a avut un caracter eclectic, manifestând predilecție pentru articolele de orientare democratică și adesea polemică despre actualitatea politică internă și externă, pentru cronici economice, anchete sociale. Din 1924, revista și-a afirmat pregnant caracterul literar-artistic și orientarea avangardistă.
Articolele publicate se concentrau pe modernismul din România. Acopereau teme ca lucrări teoretice privind arta abstractă și arhitectura, precum și critică. Publicația a întreținut legături cu reviste similare din străinătate.

## Colaboratori
În revistă au publicat: Felix Aderca, Tudor Arghezi, Ion Barbu, Victor Brauner, André Breton, Mircea Eliade, Paul Éluard, Benjamin Fondane, Marcel Iancu, Filippo Tommaso Marinetti, Milița Petrașcu, Francis Picabia, Paul Sterian, Tristan Tzara, Urmuz, Ion Vinea, Ilarie Voronca, Herwarth Walden.

## Expoziția internațională Contimporanul
În 1924, între 30 noiembrie și 30 decembrie, în sala Sindicatelor artelor frumoase din strada Corabiei nr.6, din București, revista a organizat Expoziția internațională Contimporanul în care au expus aproape toți membrii avangardei românești. În cadrul expoziției au expus următorii artiști:
- Din România au participat: F. Aderca, Tristan Tzara, Tudor Arghezi, ALA. Philippide, Camil Petrescu, Ilarie Voronca, Perpessicius, Ion Pillat, B. Fundoianu, I. Barbu, I. Minulescu, Urmuz, Ion Sin-Giorgiu, Camil Baltazar, Ion Vinea, Sergiu Dan, Romulus Dianu, St. I. Nenitescu, Sandu Tudor, Al. Tudor Miu-Lerca, Eugen Jebeleanu, V. Eftimiu, Claudia Millian, N. Davidescu, N.D. Cocea, Cezar Petrescu, Adrian Maniu, T. Teodorescu-Braniste, Th. Solacolu, Mircea Eliade, Al. Kiritescu, Lucian Boz, Eugen Relgis, Dan Botta, Paul Sterian, M. Sebastian, O. Goga, Tudor Vianu.
- Din străinătate au fost invitați și au participat: Constantin Brâncuși, Hans Arp, Kassath Lajos, Paul Klee, Filippo Tommaso Marinetti, Hans Richter, Kurt Schwitters, Arthur Segal,  Charles Teige.[4]